# Kopnięcie

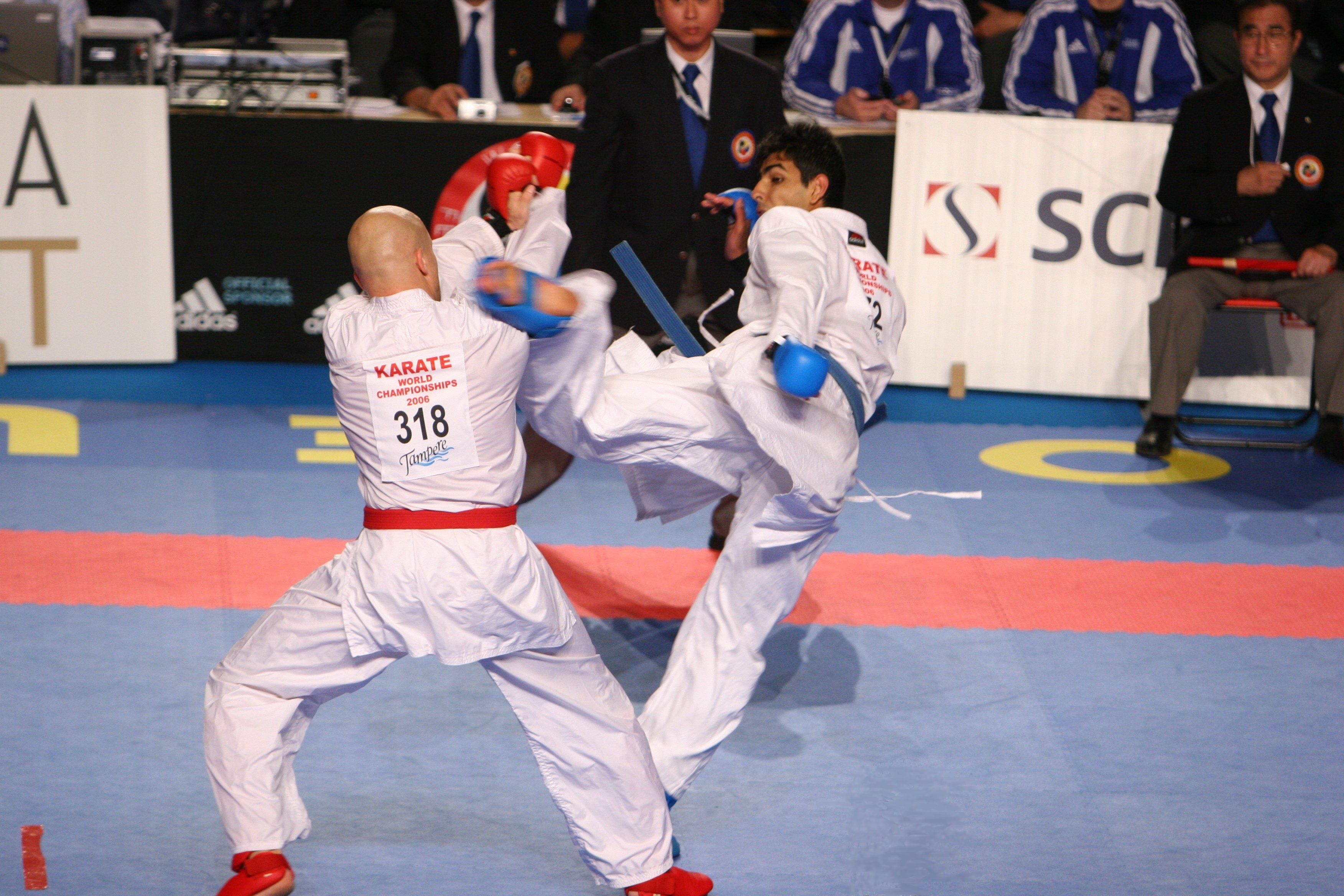
Kopnięcie w walce karate.

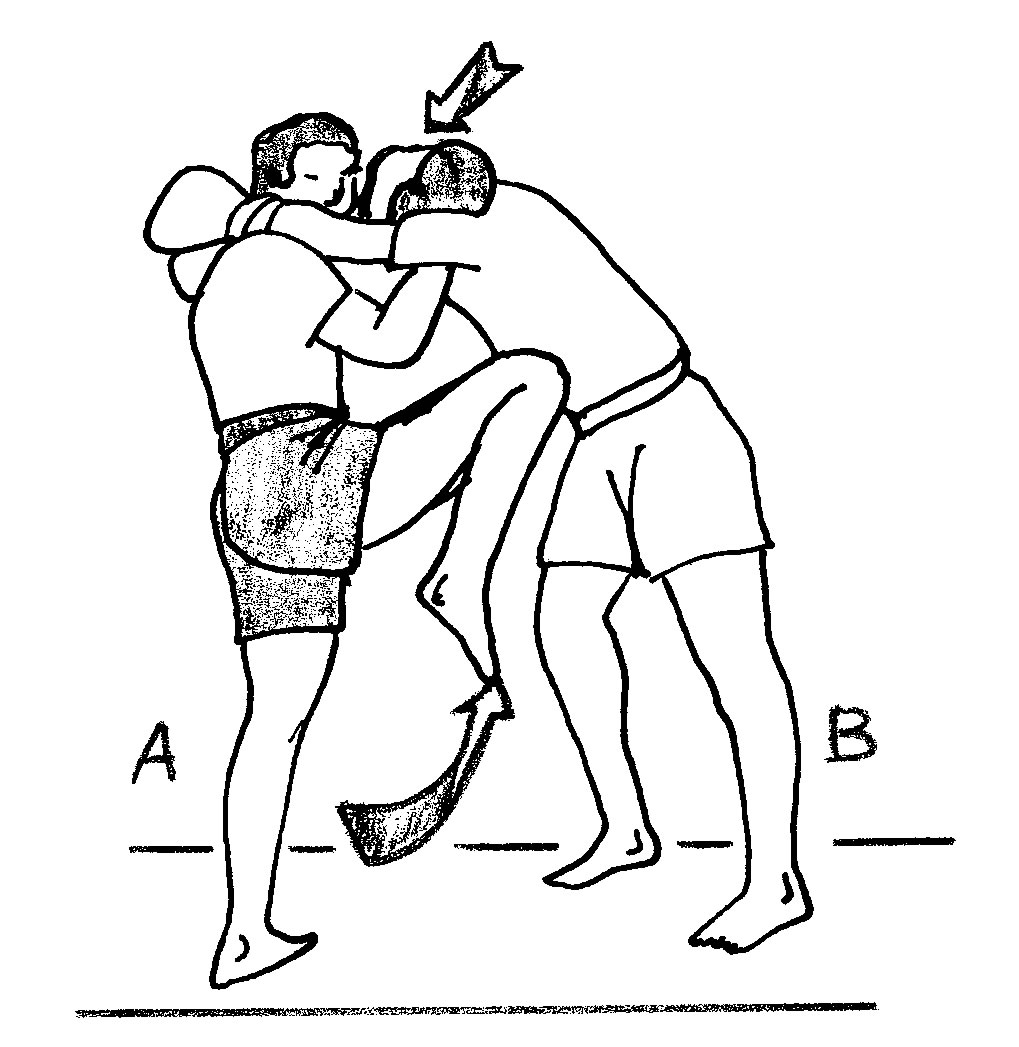

Kopnięcie – uderzenie stopą, kolanem lub inną częścią nogi stosowane w różnych formach konfrontacji fizycznej, w sztukach i w sportach walki. Kopnięcia są wolniejsze niż ciosy pięścią, chociaż silniejsze od nich.
Kopnięcia stanowią podstawowy element wielu sztuk walki, takich jak odmiany muay thai, wushu, karate, kick-boxing, tangsudo, taekwondo i MMA.
Istnieje dużo typów kopnięć i wiele z nich nosi nazwy sobie właściwe. Często ten sam ruch ma różne nazwy w różnych sztukach walki, co się zauważa szczególnie dokonując porównań między dyscyplinami wschodnimi i zachodnimi.